# Tsutomu Fujihara
Tsutomu Fujihara (藤原 務 Fujihara Tsutomu?, nacido el 13 de octubre de 1980 en Mie) es un exfutbolista japonés. Jugaba de guardameta y su último club fue el Jatco de Japón.

## Trayectoria

### Clubes
| Club           | País  | Año         |
| -------------- | ----- | ----------- |
| Cerezo Osaka   | Japón | 1999 - 2001 |
| Avispa Fukuoka | Japón | 2002        |
| Jatco          | Japón | 2003        |